# Rue Poquelin
Ne doit pas être confondu avec Rue Molière (Paris).
Pour les articles homonymes, voir Poquelin.
La rue Poquelin est une voie du 1er arrondissement de Paris, en France dans le quartier des Halles.

## Situation et accès
La voie se trouve en souterrain, dans le Forum des Halles. Elle est située entre la porte Lescot et le Grand Balcon, au niveau -1 du Forum.

## Origine du nom

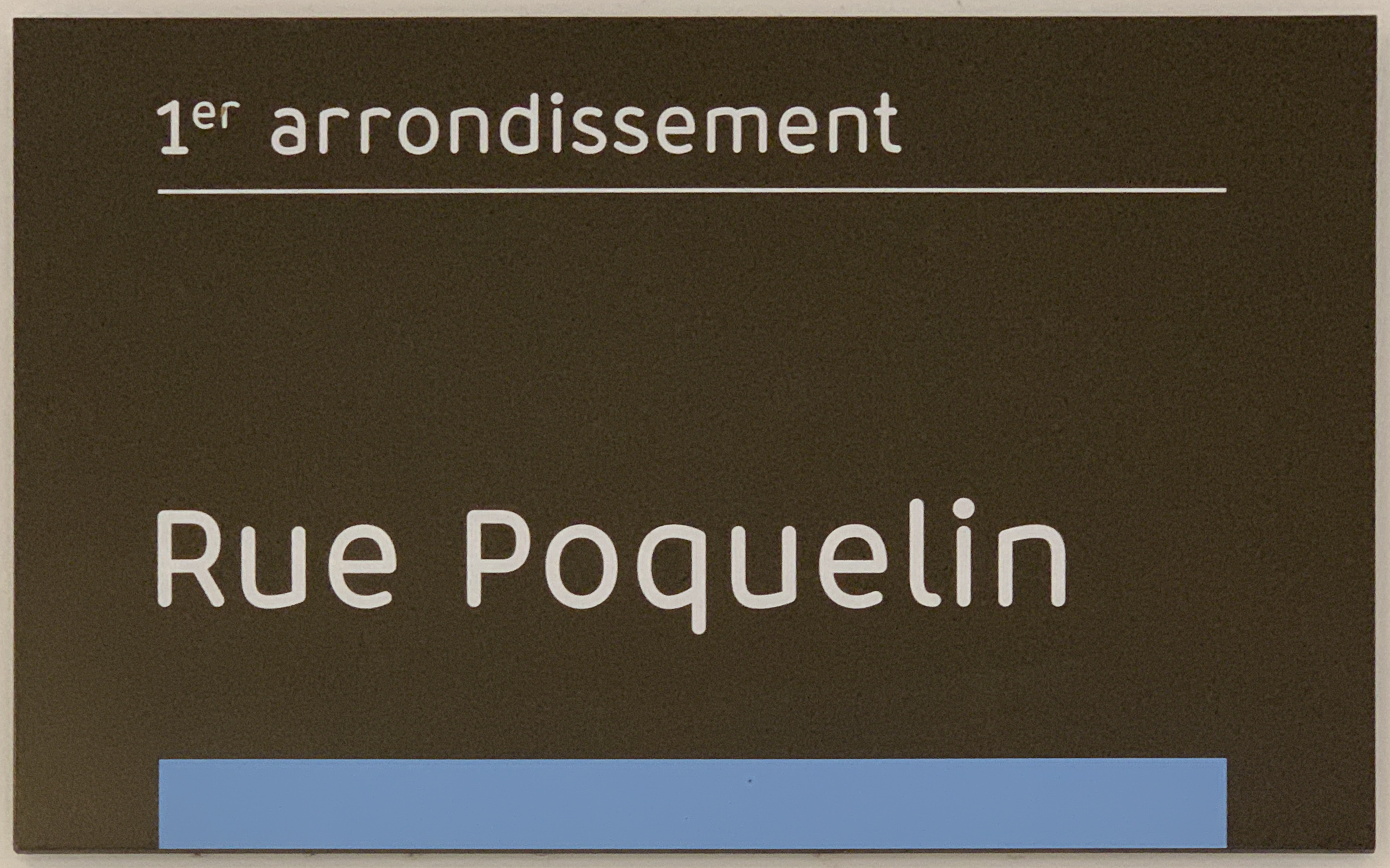
Plaque de la rue.

Elle a été nommée en l'honneur de Jean-Baptiste Poquelin, dit Molière, qui vécut longtemps dans l'actuel 1er arrondissement de Paris.

## Historique
Cette voie créée en 1996, lors de l'aménagement du secteur Forum Central des Halles, prend cette dénomination par un arrêté municipal du 18 décembre 1996.

## Pour approfondir